# 中山佳祐
中山 佳祐（なかやま けいすけ、1988年6月29日  ）は、日本のプロボクサー。佐賀県鳥栖市出身。ワタナベボクシングジム所属。アマチュア時代には2008年度全日本社会人選手権ライトフライ級優勝。第44代OPBF東洋太平洋フライ級王者。現日本フライ級9位。

## 来歴
2017年6月13日に後楽園ホールで当時OPBF東洋太平洋フライ級王者のリチャード・クラベラス(比)から2-1判定勝利でOPBF王座獲得

## 獲得タイトル
- 第44代OPBF東洋太平洋フライ級王者[2]（防衛1）

## 戦績
- プロボクシング - 18戦11勝(3KO)6敗(1KO)1分